# Otokar Hrazdira
Otokar Hrazdira (Češka, 1898. – Ivanec, 9. prosinca 1944.), rudarski činovnik, međunarodni majstor umjetničke fotografije

## Životopis
U Ivanec je došao poslije 1. svjetskog rata, zabilješka je sačuvana u zapisničkoj knjizi Ivanečke obrtne zadruge od 24. lipnja 1920., kojoj pristupa kao utemeljujući član. Aktivno je sudjelovao u društvenom životu Ivanca. Sa suprugom Pavicom otvorio je dva mala ugljenokopa kamenog ugljena pored Ivanca. Doprinosi i gradnji planinarskog doma i piramide na Ivanščici 1929. godine. Bio je svestrano obrazovan i likovno nadaren te je svoj talent usmjerio na umjetničku fotografiju. Prema Američkom godišnjaku fotografije (Boston, 1934.), Hrazdira je od 1930. sudjelovao na ukupno 8 internacionalnih salona s 18 izloženih i nagrađivanih fotografija. Priznanje međunarodnog majstora fotografije dobio je zahvaljujući internacionalnim izložbama i nagradama u Cannesu (Prix offert, brončana medalja), Luzernu (srebrna i tri brončane, medalje), Pragu (3. nagrada za kolekciju kontaktnih slika) te brojnim diplomama i priznanjima za fotografije u Chicagu, Parizu i Bethuneu.
U Ivancu 30. lipnja 1930. osniva Foto-sekciju HPD-Ivančica. Prvu izložbu umjetničke fotografije u Ivancu održao je 1932. godine. Bio je nakladnik jedinog međunarodnog časopisa umjetničke fotografije Galerija (objavljeno 6 brojeva, listopad 1933. - ožujak 1934.), a sjedište redakcije bilo je u Ivancu. Zbog aktivnog pomaganja antifašističke borbe osuđen je na smrt vješanjem u prosincu 1944. godine.

## Vanjske poveznice
- Ivanec.hr  Arhivirana inačica izvorne stranice od 5. veljače 2015. (Wayback Machine)
- Ivanec-turizam  Arhivirana inačica izvorne stranice od 16. veljače 2015. (Wayback Machine)